# 윤심덕 (영화)
윤심덕은 1969년 공개된 대한민국의 영화이다.

## 배역
- 문희
- 신성일
- 백영민
- 변기종
- 이순재
- 이빈화
- 주증녀
- 한은진
- 강계식
- 김정옥
- 윤일주
- 김윤봉
- 지방열
- 석운아
- 나정옥
- 추봉
- 정민